# Fairview Beach
Fairview Beach é uma Região censo-designada localizada no estado norte-americano de Virginia, no Condado de King George.

## Demografia
Segundo o censo norte-americano de 2000, a sua população era de 230 habitantes.

## Geografia
De acordo com o United States Census Bureau tem uma área de
0,5 km², dos quais 0,4 km² cobertos por terra e 0,1 km² cobertos por água.

## Localidades na vizinhança
O diagrama seguinte representa as localidades num raio de 20 km ao redor de Fairview Beach.